# Zenkerella egregia
Zenkerella egregia är en ärtväxtart som beskrevs av J.Leonard. Zenkerella egregia ingår i släktet Zenkerella och familjen ärtväxter. IUCN kategoriserar arten globalt som sårbar. Inga underarter finns listade i Catalogue of Life.